# Eusebio Francisco Kino
Eusebio Francesco Chini, também conhecido como Eusebio Francisco Kino (Taio, 10 de agosto de 1645 – Magdalena de Kino, 15 de março de 1711) foi um missionário jesuíta, cartógrafo, geógrafo, astrônomo e explorador italiano.

## Biografia
Estudou matemática e astronomia em escolas jesuítas no seu país natal e na Alemanha. Depois disso, desenvolveu missões, produziu mapas e ensinou técnicas de agricultura aos indígenas americanos.
Ingressou na Companhia de Jesus em 1665.
Em 1683, participou da expedição liderada por Isidoro de Atondo à Califórnia que na época era parte do Vice-Reino da Nova Espanha, a partir desse momento, participou de diversas expedições pela Baixa Califórnia, Sonora, Sinaloa e Arizona.
Em 1687, se estabeleceu na Pimería Alta, que atualmente corresponde ao estado Mexicano de Sonora e ao sul do estado norte-americano do Arizona, onde se dedicou à evangelização de nativos da etnia pima.
Fez diversos estudos sobre línguas nativas da região e, desse modo, foi autor de vocabulários de línguas como o guaycura, o cochimí e o nebe. Também foi autor da obra chamada "Las misiones de Sonora y Arizona" e de obras sobre astronomia.